# Qneu
Qneu è un liquore a base di ciliegie di Santa Lucia.

## Storia
È un liquore a base di ciliegie di Santa Lucia o Ciliegie mahaleb della famiglia delle Rosaceae. Il nome scientifico è Prunus mahaleb di cui mahaleb sarebbe il nome di una vecchia città situata in Libano. Si tratta di una piccola pianta che cresce nelle barriere, preferibilmente in terreno calcareo. In Italia è presente sul Carso. Tipica della cucina del Sud-Est dell'Europa, in particolare Grecia, Armenia, Turchia e Libano, la ciliegia di mahaleb ha un gusto leggermente amaro. È pianta mellifera.

## Preparazione

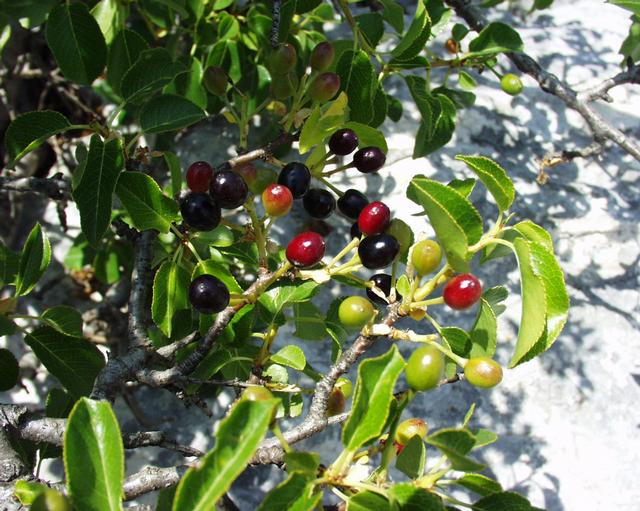
I frutti

La preparazione viene fatta con la frutta, di molte piccole ciliegie nere violacee, e si fabbrica un aperitivo vicino al guignolet. Occorre lasciare macerare le ciliegie in un vino rosso alcolico (del tipo Sidi Brahim) per molti mesi. Quindi si filtra il tutto ed occorre aggiungere l'alcool di frutto e zucchero. Lasciare sciogliere e un po' di tempo dopo l'aperitivo è pronto.
Quest'aperitivo può anche sostituire il liquore di ribes nero nel kir (un tipo di cocktail). Si raccomanda di berlo nel suo tipo iniziale, senza mescolarlo con altre bevande.

## Etimologia
Qneu ha per origine il nome comune maschile Quenot. Si trova questa parola nel grande Larousse del 1930, ma al giorno d'oggi è scomparso. Lo pronuncia attualmente k'neu in borgognone a Côte-d'Or (Costa d'Oro), e si parla di «liqueur de qneu» (liquore di Qneu).